# Église Sainte-Cécile d'Acquigny
Pour les articles homonymes, voir Sainte-Cécile, Sainte Cécile et Cécile.
L'église Sainte-Cécile est située à Acquigny, dans l'Eure. Construite au XVIe siècle, elle est remaniée au XVIIIe siècle. Elle est classée au titre des monuments historiques.

## Description
La physionomie de l’église Sainte-Cécile d’Acquigny, telle qu’elle se présente aujourd’hui, est marquée par le XVIIIe siècle.
Elle a été construite vers 1545 pour le chœur, et entre 1552 et 1572 pour la nef, époque qui fut aussi celle de l’édification du château d’Acquigny. Si donc, aujourd’hui, nous pouvons être trompés par l’unité stylistique de cet édifice et de son décor, c’est que ses caractéristiques actuelles sont dues à la volonté continue d’un seul homme : Pierre Robert Le Roux d’Esneval, qui appartenait à une illustre famille de robins rouennais. Pierre-Robert Le Roux d’Esneval était président à mortier au parlement de Normandie, il est plus connu sous le nom de « Président d’Acquigny ». Cette église est classée au titre des monuments historiques en 1975 et 2001.
La façade a été refaite grâce au « Président » avec l’aide de l'architecte rouennais Charles Thibault. Il fit reconstruire la tour du clocher vers 1750 et la façade vers 1780, l’une en brique et l’autre en pierre. On peut y reconnaître les figures, en bas-relief, de saint Mauxe et de saint Vénérand sculptées par Fouquet.
Le chœur a été restauré en 1976, à la suite du classement de l’église en 1975.

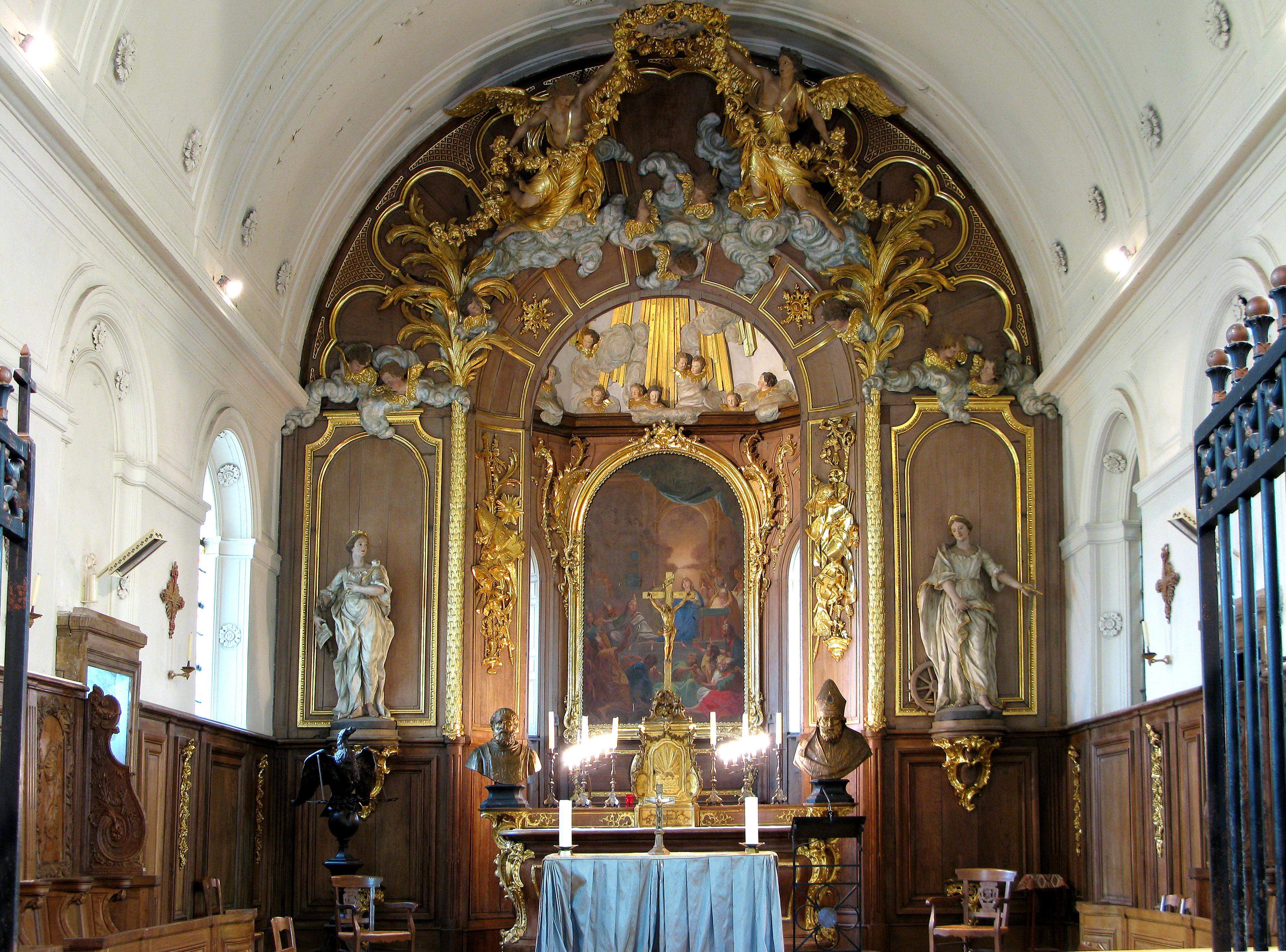
Le chœur avec la chapelle absidiale du Saint-Esprit.

La décoration intérieure, choisie par le « Président d’Acquigny », est marquée par les boiseries, la dorure et les tableaux. La première pierre des constructions fut bénie le 27 septembre 1755 et les travaux terminés le 27 mai 1756.
Le maître-autel fut construit en 1748 en l’honneur de la naissance du fils du « Président d’Acquigny », Esprit-Robert-Marie Le Roux d’Esneval.
La chapelle du Saint-Esprit édifiée derrière le maître-autel est le joyau de cette église. Ce véritable petit salon fut dédié au Saint-Esprit le 12 décembre 1769.
La superficie de la sacristie est très importante, en particulier pour une église de village. Au-dessus de cette sacristie se trouvent les appartements du Président restés dans l’état où il les a laissés. Notamment, son oratoire surplombé d’un crâne présenté dans une vitrine devant lequel il pouvait méditer. Ce crâne est celui de Dom Rigobert Levesque  mort le 14 novembre 1679.
Depuis la restauration intervenue en 1976, l'église Sainte-Cécile a subi des détériorations importantes dues à l’humidité et à l’usure du temps. Un projet de rénovation porté par une association locale («Les amis de l’église Ste-Cécile d’Acquigny», parution au JO le 11 novembre 2006), a donné lieu à une nouvelle phase de restauration en 2016, portant sur la toiture et les éléments extérieurs de l'église. Une nouvelle phase de restauration, se concentrant cette fois-ci sur l'intérieur de l'église, est en cours de préparation.

## Visite
On peut visiter la nef, le chœur et la sacristie tous les samedis de 15 h 30 à 17 h 30 de la mi-juin jusqu'aux journées du patrimoine.

## Galerie

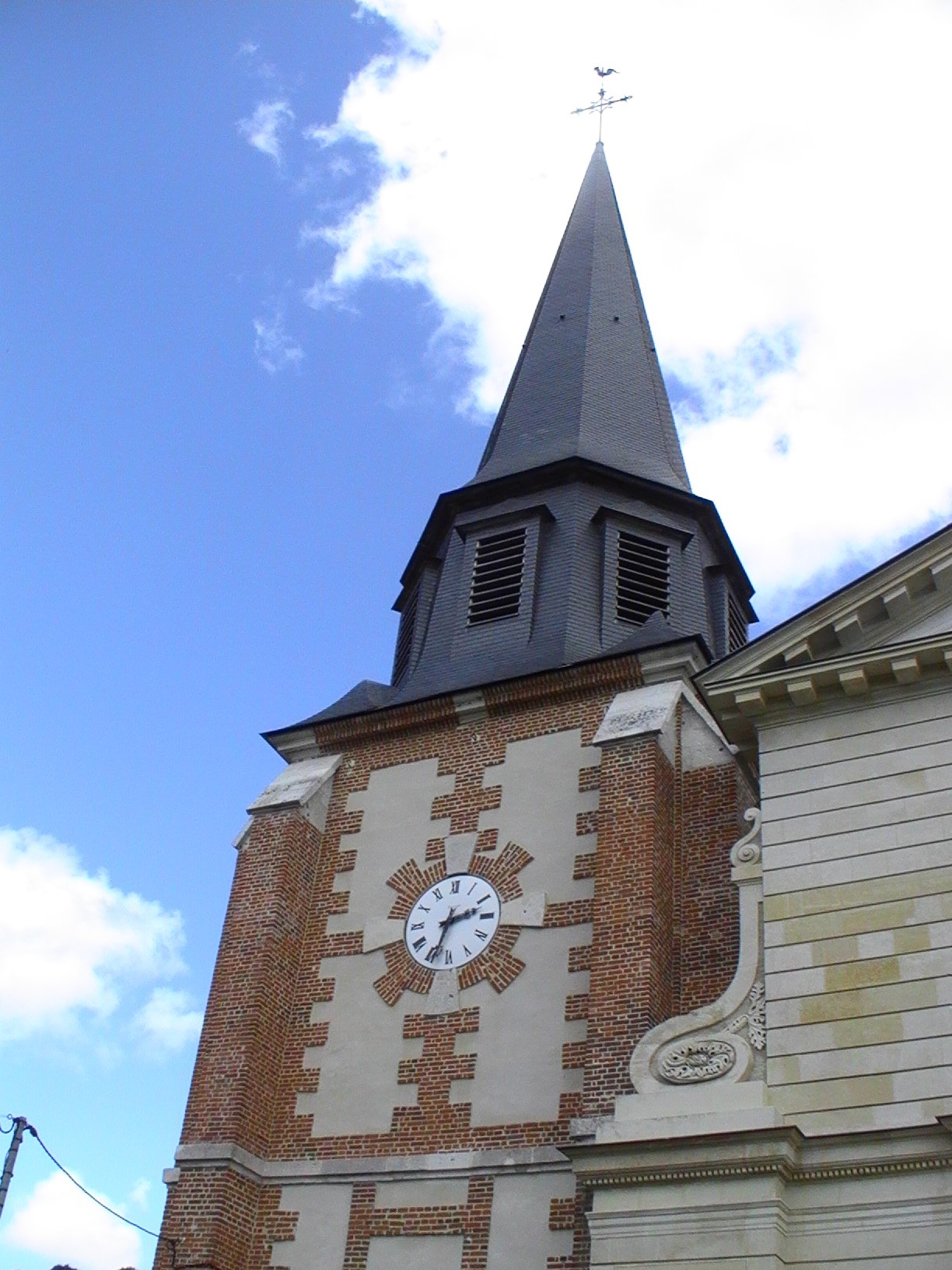
La tour clocher en briques restaurée en 2016.
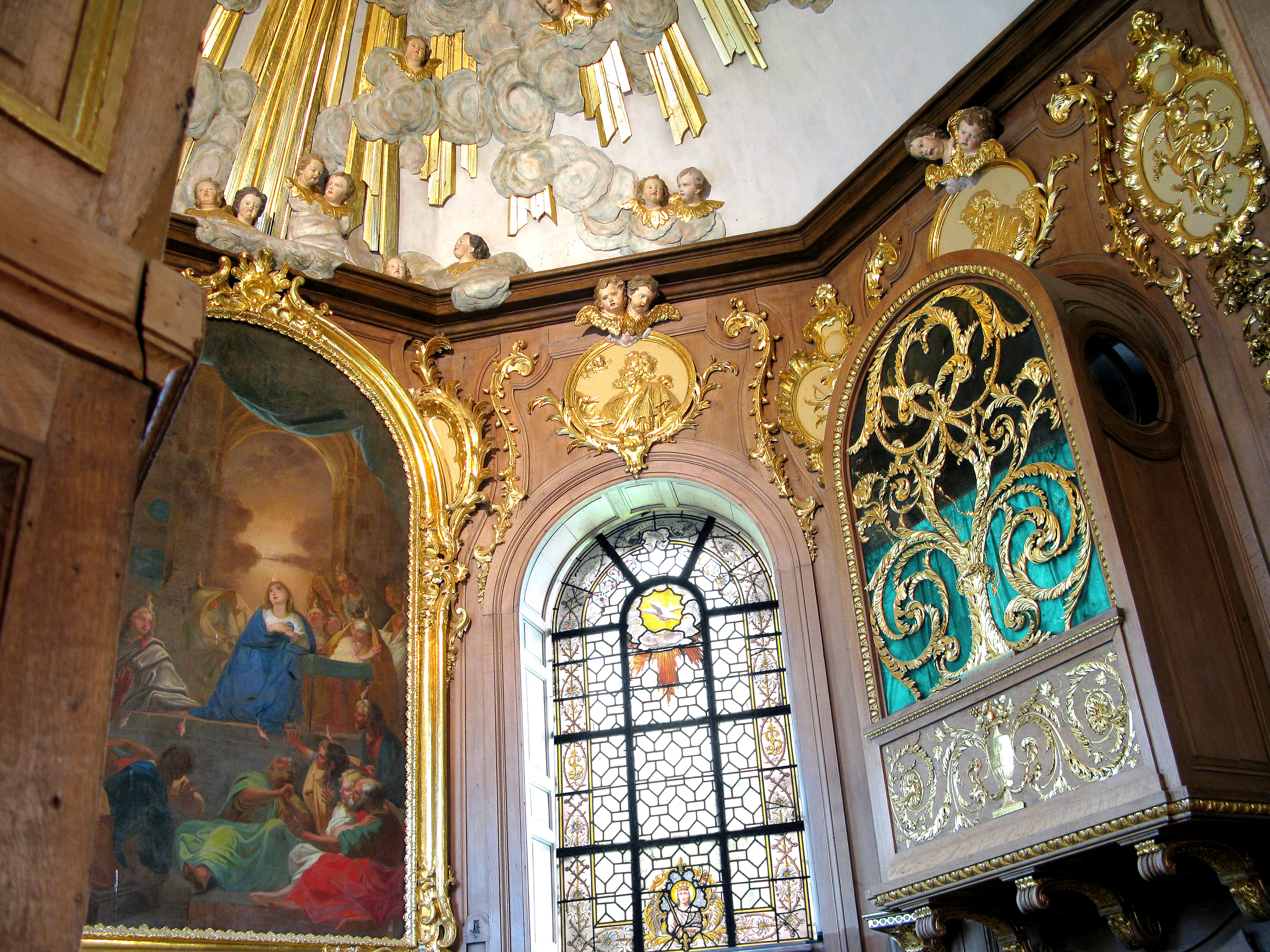
La chapelle du Saint-Esprit.
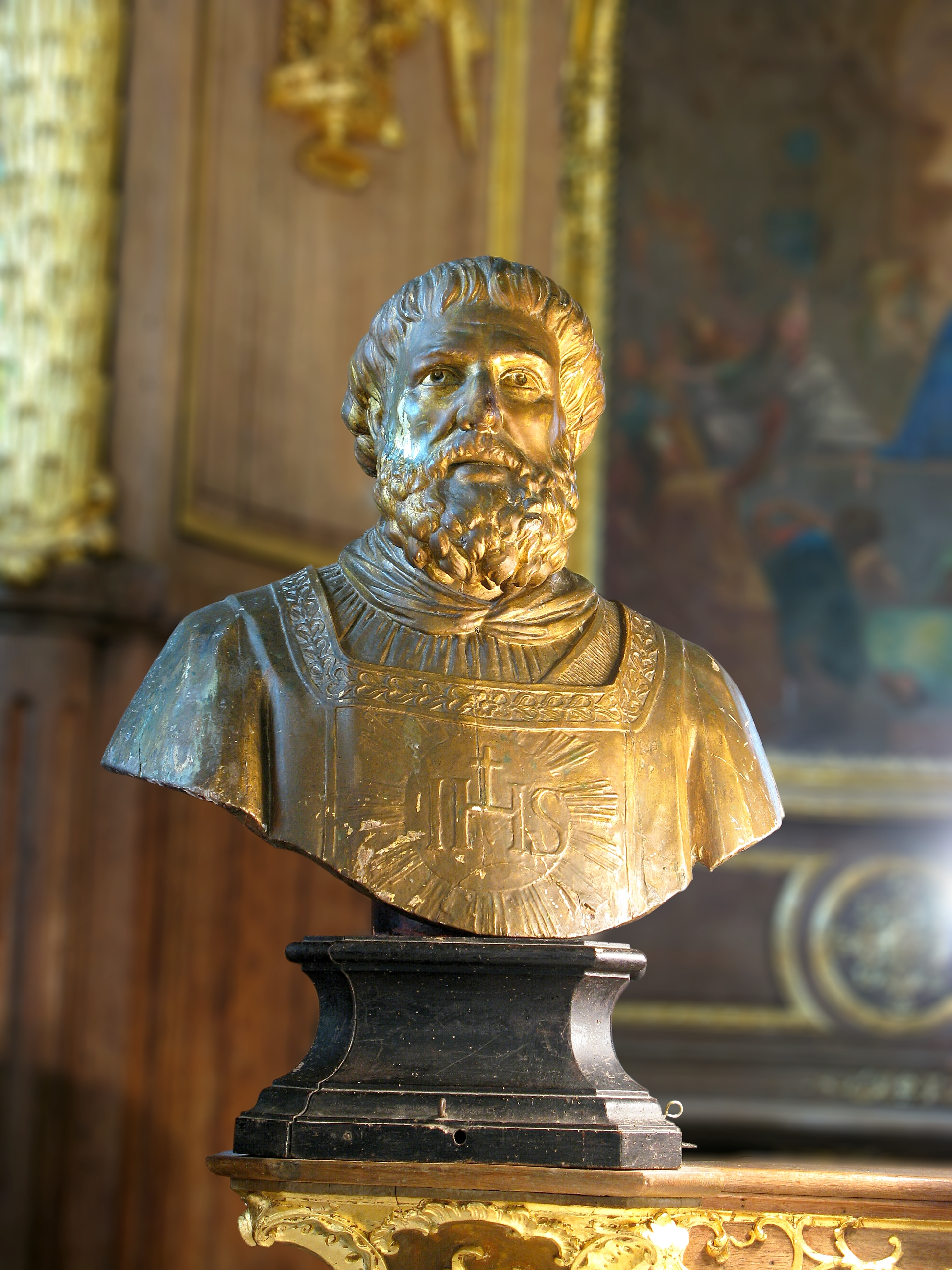
Buste reliquaire de saint Vénérand.
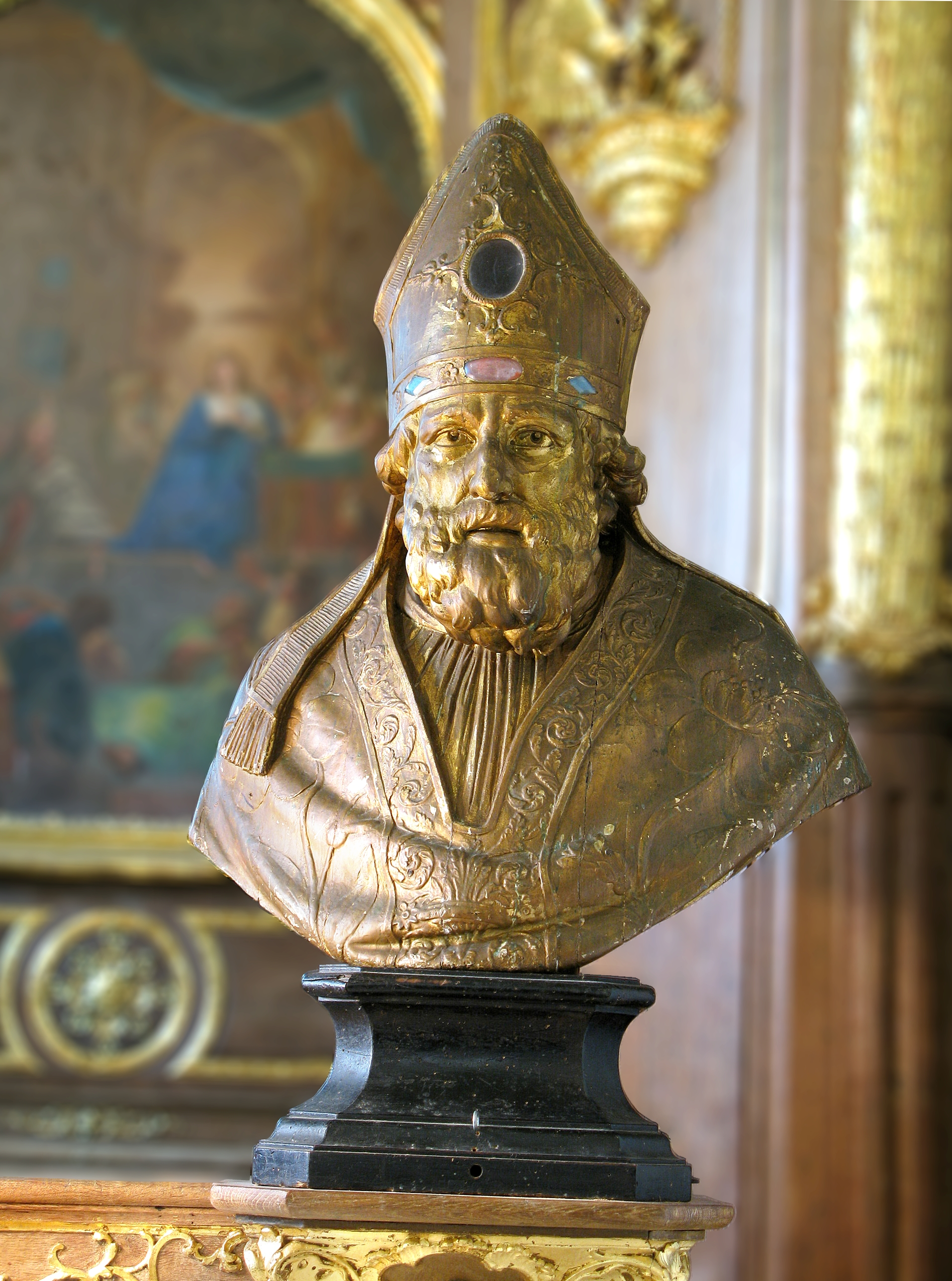
Buste reliquaire de saint Mauxe.
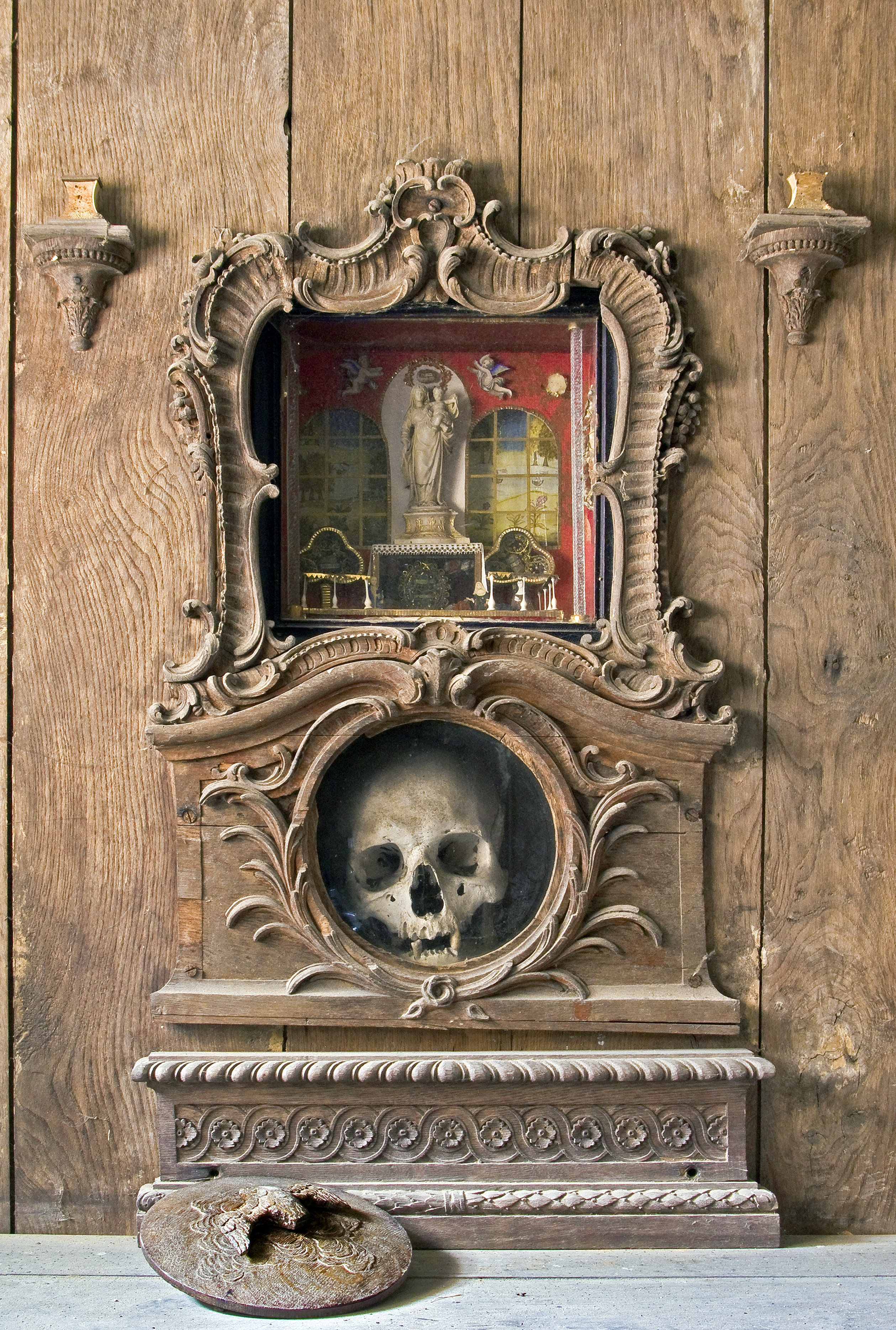
L'oratoire du « Président d'Acquigny ».
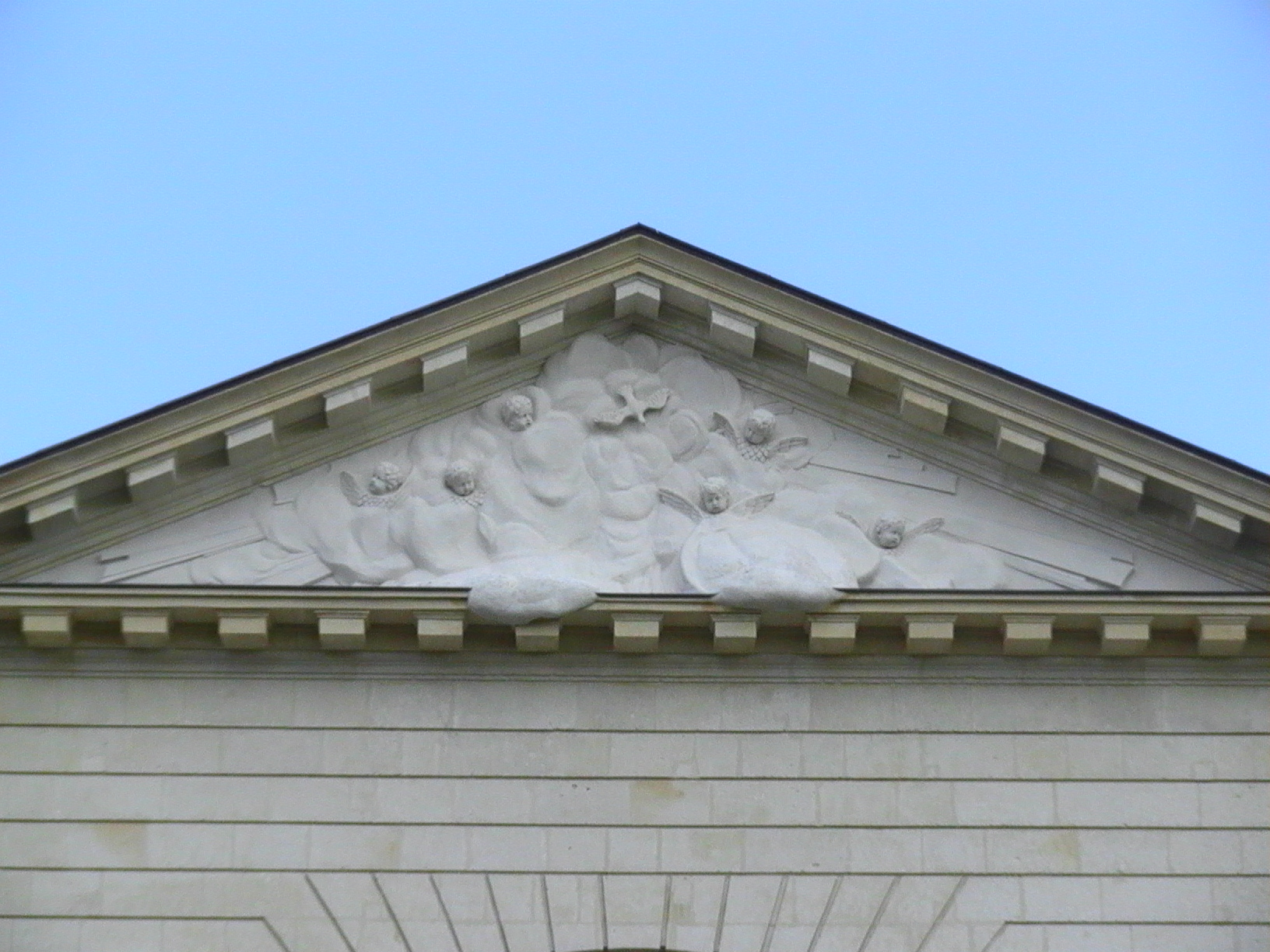
Le fronton en pierre fraîchement nettoyé.